# حسن عبد الله (رياضي كيني)
حسن عبد الله (بالإنجليزية: Hassan Abdallah)‏ هو لاعب كرة قدم كيني في مركز الدفاع، ولد في 6 يوليو 1996 في كينيا. لعب مع Bandari F.C. (Kenya) ‏.

## وصلات خارجية
- حسن عبد الله على موقع قاعدة بيانات كرة القدم.إي يو (الإنجليزية)
- حسن عبد الله على موقع ناشيونال فوتبول تيمز (الإنجليزية)
- حسن عبد الله على موقع Soccerway.com (الإنجليزية)